# Batalla de El Puesto
La batalla de El Puesto (Provincia de La Rioja, Provincias Unidas del Sur) fue un combate entre las fuerzas del caudillo Juan Facundo Quiroga y las fuerzas del general Miguel Gregorio Dávila; ambos se llamaban comandantes de armas de la provincia de La Rioja. También estaba presente el general Nicolás Dávila, hermano del anterior y gobernador de la provincia de La Rioja, que terminaría perdiendo la batalla y el gobierno provincial.
La familia Dávila, también llamada Brizuela y Doria, había controlado la política de la provincia de La Rioja durante más de un siglo. La Revolución de Mayo no alteró esta situación, aunque los otros grupos dominantes, los Ortiz de Ocampo y los Villafañe, lograron apoderarse episódicamente del gobierno provincial. Durante los primeros meses posteriores a la crisis de 1820, el gobernador fue el general Ocampo, cuyo gobierno no contentó a nadie, y terminó por ser derrocado por una alianza formada por Juan Facundo Quiroga y los Dávila.
El jefe de la familia, Nicolás Dávila, fue elegido gobernador con un amplio apoyo, pero a lo largo de su gobierno comenzó a desplazar a los grupos que lo habían apoyado. Trasladó el gobierno a Famatina y quitó la comandancia de armas a Quiroga, dándosela a su hermano Miguel Gregorio Dávila, a quien ascendió al grado de general. Cuando el gobernador ordenó a la legislatura trasladarse a Famatina, ésta pidió ayuda a Quiroga, que marchó con poco más de cien hombres en su ayuda.
En las afueras de la ciudad de La Rioja se encontraron los dos ejércitos. Queriendo evitar una lucha sangrienta, Quiroga y Miguel Dávila se enfrentaron en un duelo personal a lanza frente a sus fuerzas, en el que Quiroga fue herido pero logró matar a Dávila. La batalla se generalizó, pero las fuerzas del gobernador, desorientadas, fueron rápidamente derrotadas.
Como consecuencia de la batalla, Quiroga fue nombrado gobernador. Si bien logró mantener el control de su provincia hasta su muerte en 1835, la única vez que fue gobernador de La Rioja fue durante los 4 meses y medio que siguieron a esta batalla. Después de este corto período, conservó el cargo de comandante de armas y elevó a la gobernación a los distintos personajes que ejercieron ese cargo, sin volver a asumir el gobierno. Esto, al parecer, le daba más tranquilidad para participar en las guerras civiles contra los unitarios en las provincias vecinas, lo que le permitió convertirse en el máximo exponente de caudillo rural argentino y uno de los jefes más poderosos del partido federal.
Los Dávila, por su parte, quedaron definitivamente alejados del gobierno (excepto muy cortos períodos en la segunda mitad del siglo), perdieron mucho de su fortuna y se enrolaron en el partido unitario por oposición a Quiroga.
Quiroga, fiel a su espíritu de gaucho, jamás hablaba de la herida que logró hacerle Dávila. A diferencia de un soldado regular, para un gaucho una herida de arma blanca era señal de falta de destreza.